# 全国レンタカー協会
一般社団法人全国レンタカー協会（ぜんこくレンタカーきょうかい）は、レンタカー事業の適正な運営と利用者に対するサービスの改善を通じて事業の健全な発展を図り、レンタカー事業の社会的経済的地位の向上を図ることを目的として設立された業界団体である。略称はARA。

## 概要
おもな活動として、レンタカーに関する調査及び研究並びに経営改善に関する指導、レンタカーの点検整備及び交通安全の推進に関する啓蒙などである。

## 会員
第1種会員
- 札幌レンタカー協会
- 函館レンタカー協会
- 旭川レンタカー協会
- 室蘭レンタカー協会
- 釧路レンタカー協会
- 帯広レンタカー協会
- 北見レンタカー協会
- 青森県レンタカー協会
- 岩手県レンタカー協会
- 宮城県レンタカー協会
- 秋田県レンタカー協会
- 山形県レンタカー協会
- 福島県レンタカー協会
- 茨城県レンタカー協会
- 栃木県レンタカー協会
- 群馬県レンタカー協会
- 埼玉県レンタカー協会
- 千葉県レンタカー協会
- 東京都レンタカー協会
- 神奈川県レンタカー協会
- 山梨県レンタカー協会
- 新潟県レンタカー協会
- 富山県レンタカー協会
- 石川県レンタカー協会
- 長野県レンタカー協会
- 福井県レンタカー協会
- 岐阜県レンタカー協会
- 静岡県レンタカー協会
- 愛知県レンタカー協会
- 三重県レンタカー協会
- 滋賀県レンタカー協会
- 京都府レンタカー協会
- 大阪府レンタカー協会
- 奈良県レンタカー協会
- 和歌山県レンタカー協会
- 兵庫県レンタカー協会
- 鳥取県レンタカー協会
- 島根県レンタカー協会
- 岡山県レンタカー協会
- 広島県レンタカー協会
- 山口県レンタカー協会
- 徳島県レンタカー協会
- 香川県レンタカー協会
- 愛媛県レンタカー協会
- 高知県レンタカー協会
- 福岡県レンタカー協会
- 佐賀県レンタカー協会
- 長崎県レンタカー協会
- 熊本県レンタカー協会
- 大分県レンタカー協会
- 宮崎県レンタカー協会
- 鹿児島県レンタカー協会
- 沖縄県レンタカー協会

第2種会員
- トヨタ自動車株式会社
- ニッポンレンタカーサービス株式会社
- 株式会社日産カーレンタルソリューション
- 株式会社駅レンタカーシステム
- オリックス自動車株式会社
- ジャパンレンタカー株式会社
- タイムズモビリティーネットワークス株式会社（マツダレンタカー）
- MMCダイヤモンドファイナンス株式会社

賛助会員
- いすゞ自動車株式会社
- 日野自動車株式会社
- 日産自動車株式会社
- 本田技研工業株式会社
- あいおいニッセイ同和損害保険株式会社
- 東京海上日動火災保険株式会社
- 損害保険ジャパン株式会社
- AIG損害保険株式会社
- 三井住友海上火災保険株式会社